# Cronografo

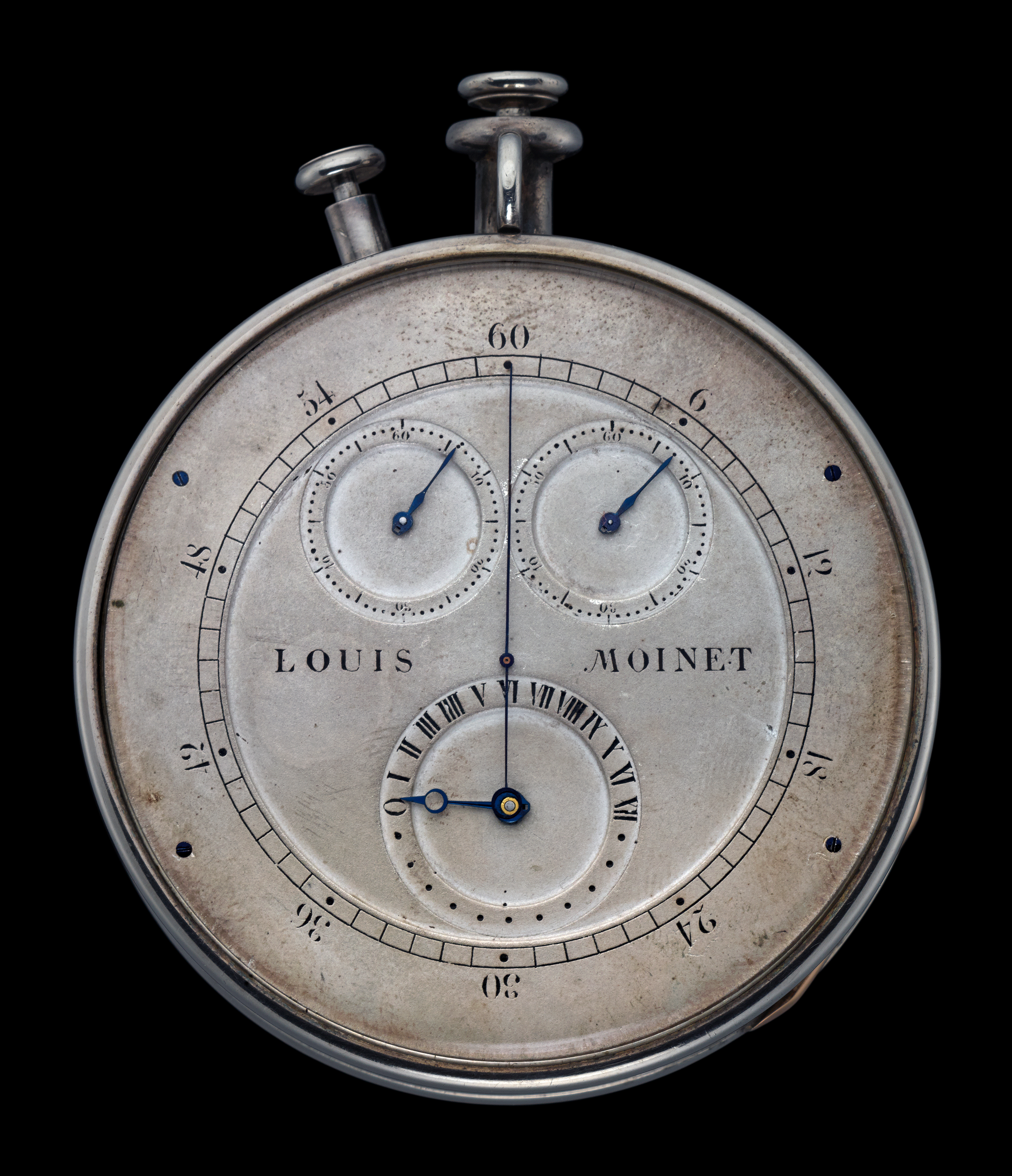
Cronografo “Contatore di terzi” di Louis Moinet, 1816

Il cronografo è un cronometro in grado di registrare il tempo misurato. La necessità di misurare il tempo a partire da un esatto istante portò infatti all'elaborazione dei primi cronografi medicali (su base 60 pulsazioni) per misurare il battito cardiaco, militari (per calcolare la distanza percorsa dai proiettili sparati dall'artiglieria sulla base della differenza tra momento dello sparo e dell'esplosione) e più in generale per misurare la produzione oraria di qualsiasi attività manifatturiera partendo dai dati unitari (tot pezzi al secondo = tot pezzi al minuto e all'ora).
Seppure nel linguaggio colloquiale si è soliti utilizzare le parole cronometro e cronografo con disinvoltura e come sinonimi, da un punto di vista orologiero sono due concetti differenti: è un cronometro un segnatempo (non necessariamente cronografo) il quale ha superato rigidi test di precisione (cronometria, appunto), affidabilità e costruzione, al termine dei quali ottiene la certificazione di cronometro. Il cronografo invece è "un meccanismo in grado di misurare la durata di un fenomeno a mezzo di un'apposita lancetta che si può fare partire quando il fenomeno stesso ha inizio e che si può arrestare quando il fenomeno ha fine".
Le funzioni cronografiche possono essere integrate dalla presenza, sul rehaut o sulla ghiera, di apposite scale per consentire la lettura della velocità (scala tachimetrica), del battito cardiaco (scala pulsometrica), la distanza da un evento percepibile (scala telemetrica). Allo stesso modo anche i subdials dei cronografi possono avere diverse funzioni: originariamente i contaminuti graduati a 30 minuti, alcuni 45 minuti (per misurare il tempo di una partita di calcio). Col passare del tempo sono nati anche i sotto quadranti relativi al conteggio delle ore cronografiche. In altri cronografi specifici, il subdial dei minuti cronografici è diventato il timer per calcolare l'inizio delle regate.

## Storia

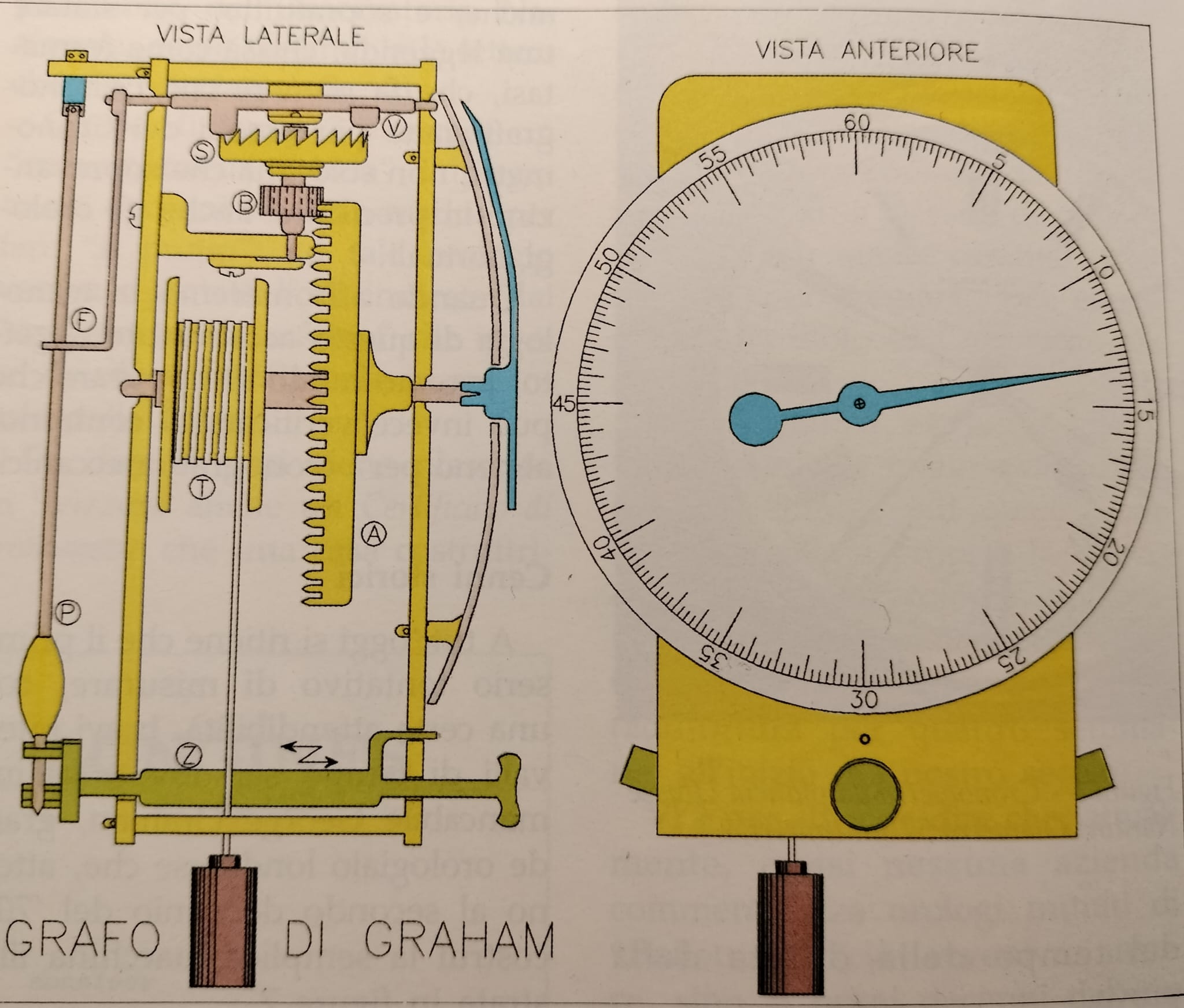
Riproduzione grafica del cronografo di George Graham

Il primo tentativo di misurare una frazione di tempo può essere attribuita a George Graham, grazie al cronografo di Graham, il quale però rappresentava un'invenzione piuttosto macchinosa e poco precisa, anche per via dello scarso sviluppo tecnico nel campo delle rilevazioni cronografiche.Il “Contatore di terzi” di Louis Moinet è riconosciuto e attestato da numerose perizie indipendenti come il primo cronografo della storia.
Iniziato nel 1815 e terminato nel 1816, si tratta di uno strumento di osservazione astronomica in cui la lancetta centrale, che compie un giro in un secondo, può essere avviata, arrestata e rimessa a zero da un pulsante. È completato da tre contatori: secondi, minuti e ore. Louis Moinet può essere considerato inoltre il pioniere dell’alta frequenza in orologeria, dato che questo esemplare genera 216.000 vibrazioni all’ora, allo scopo di misurare il 60º di secondo. È attualmente conservato a Neuchâtel, in Svizzera.
Prima di lui, l’orologiaio Hubert Sarton (1748-1828) aveva presentato alla società di emulazione di Liegi un “orologio cronometrografico” che potrebbe essere il precursore del cronografo moderno.
Si ritiene che John Arnold padre (1736-1799) abbia lavorato alla progettazione dei contatori necessari all’indicazione del 60° di secondo.
La parola “chronographe” (cronografo) fu utilizzata per la prima volta in orologeria più tardi da Nicolas-Mathieu Rieussec (1781-1866), orologiaio impiantato a Parigi, che creò e fece brevettare nel 1821 un sistema di misurazione di tempi brevi, mediante un quadrante girevole con sopra una lancetta fissa provvista di un piccolo serbatoio di inchiostro. La traccia di inchiostro lasciata sul quadrante permetteva di determinare l’intervallo di tempo che si desiderava misurare. Da qui il termine cronografo, dal greco crono- (tempo) e -grafo (scrivo): scrivo il tempo.
Louis-Frédéric Perrelet (1781-1854) progettò nel 1827 un orologio con due lancette dei secondi, una delle quali poteva essere arrestata a piacimento. Premendo una seconda volta il relativo pulsante la lancetta riprendeva la posizione che avrebbe avuto se non fosse stata arrestata. È l’antesignano dei sistemi a rattrappante moderni.
Verso il 1836, Joseph Thaddeus Winnerl (1799-1886) inventò il cronografo rattrapante (detto anche sdoppiante): due lancette marciano sovrapposte, ma una delle due può essere bloccata per misurare un lasso di tempo mentre l'altra continua a marciare; dopodiché quella che era stata fermata può raggiungere di scatto quella marciante e riprendere a scorrere con questa.
Nel 1861 Henri-Ferréol Piguet, che lavorava per la maison Nicole & Capt a Londra, realizzò il primo cronografo moderno, orologio provvisto di lancetta supplementare comandata da un pulsante unico che azionava l’avvio, l’arresto e l’azzeramento. Nel 1862 Adolphe Nicole inventa il ritorno allo zero delle lancette cronografiche.

Nel 1868 Auguste Baude per la prima volta pose tutte le componenti del movimento deputate alle funzioni cronografiche nella parte del movimento visibile aprendo la cassa: si tratta di un'innovazione dal momento che fino a quel momento erano tutte collocate sul lato del movimento a contatto con il quadrante. 

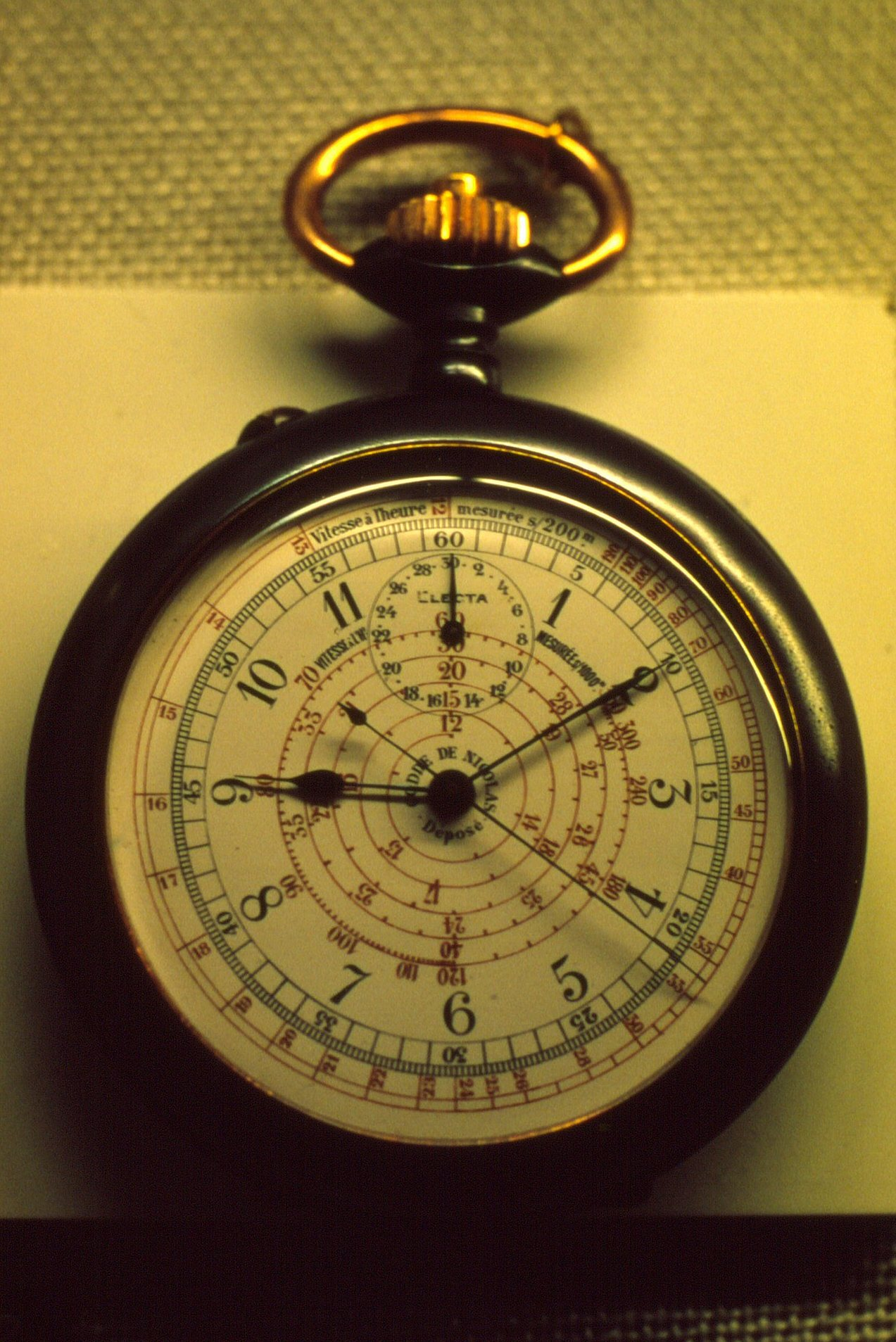
Cronografo monopulsante da taschino

È del 1910 il primo cronografo da polso della storia, realizzato da Moeris. Nel 1914 Longines sviluppa un cronografo in grado di misurare il decimo di secondo grazie ad un movimento ad alta frequenza con un beat rate di 36.000 alternanze orarie. Lo stesso anno Heuer realizza il primo cronografo da polso. Questa innovazione è seguita, nel 1916, da altri cronografi, realizzati da Longines e da Heuer (quest'ultimo chiamato Mikrograph) in grado di misurare fino al centesimo di secondo. Negli stessi anni vengono prodotti anche i primi crono con due pulsanti separati: uno per l'avvio e l'arresto, un altro per resettare il conteggio. Questi strumenti particolarmente evoluti si sono dimostrati estremamente efficaci per la rilevazione di tempi durante numerose competizioni sportive, tra cui anche i Giochi Olimpici.
Nel 1936 Longines realizza uno dei primi cronografi a ritorno (flyback, in francese chiamati retour en vol), che consente di effettuare misurazioni cronografiche senza dover azzerare il cronografo con il pulsante a ore 4. Premendo il pulsante di reset quando il cronografo è in funzione, si fa ripartire istantaneamente la misurazione da zero, saltando quindi il passaggio di stop e reset. Nel 1937 Mido realizza invece il primo cronografo impermeabile.
Nel 1969 Zenith, Seiko e il consorzio Chronomatic (comporto da Breitling, Heuer-Leonidas, Hamilton-Buren e Dubois-Depraz) realizzano i primi cronografi automatici da polso. Quello realizzato da Zenith, inoltre (l'El Primero), è il primo cronografo automatico ad alta frequenza. Il movimento realizzato dal consorzio Chronomatic, invece, è un calibro modulare: cioè un movimento automatico solo tempo integra una piastra che svolge le funzioni di cronografo.

## Tipi di cronografo

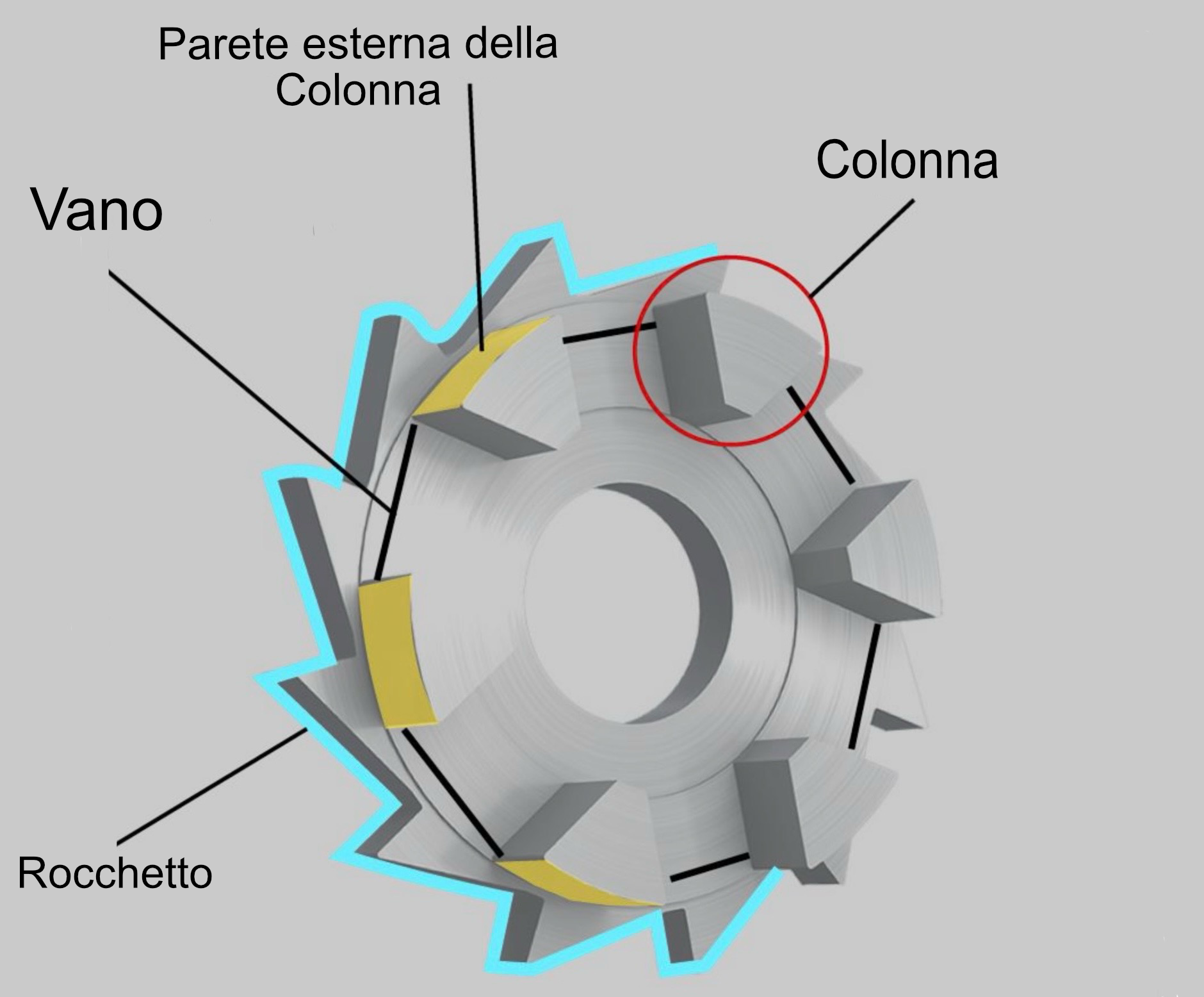
Disegno di una ruota a colonne

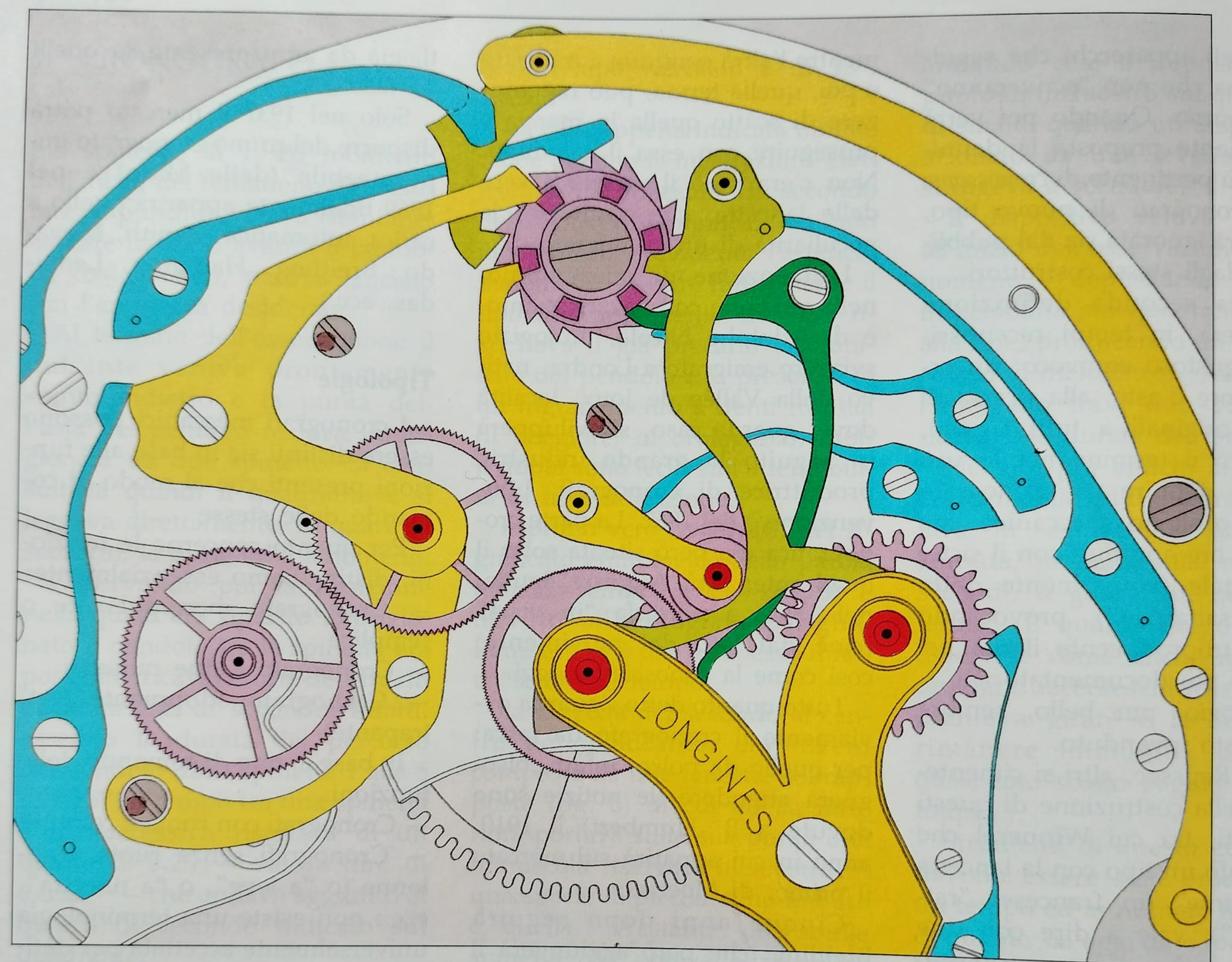
Semplificazione della parte cronografica di un movimento Longines con ruota a colonne. La leva gialla a forma di S è la bascula di rinvio, il cui becco, spinto dalla molletta blu, penetra tra le colonne della ruota (viola), mettendo in contatto la ruota di rinvio (imperniata nella bascula di rinvio) con la ruota centrale del cronografo (la ruota viola nella parte sinistra del ponte biforcuto). Quando queste due ruote si ingaggiano, il cronografo entra in funzione.

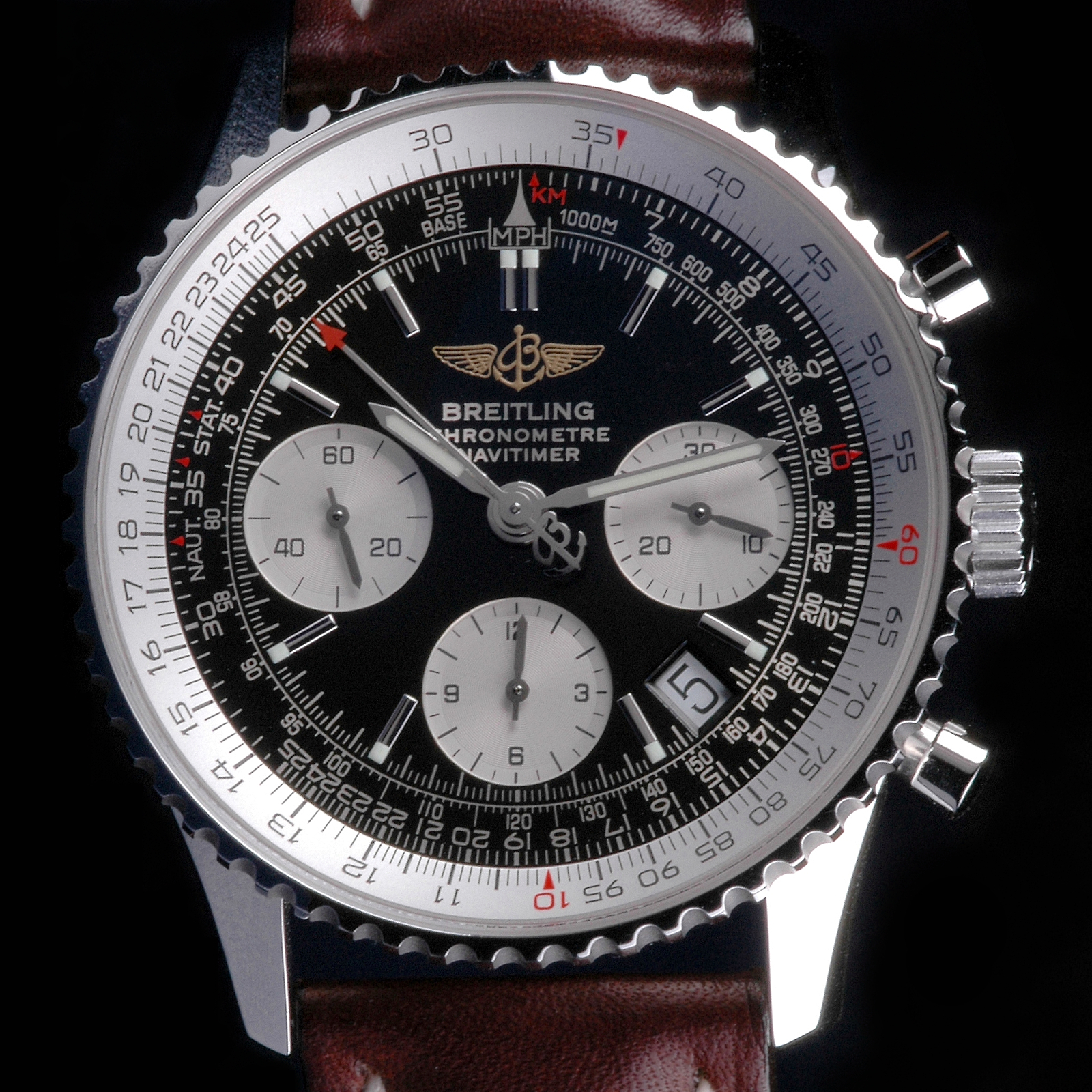
Cronografo Breitling Navitimer dotato di due pulsanti: quello a ore 2 per lo start e lo stop, quello a ore 4 per il reset delle funzioni cronografiche.

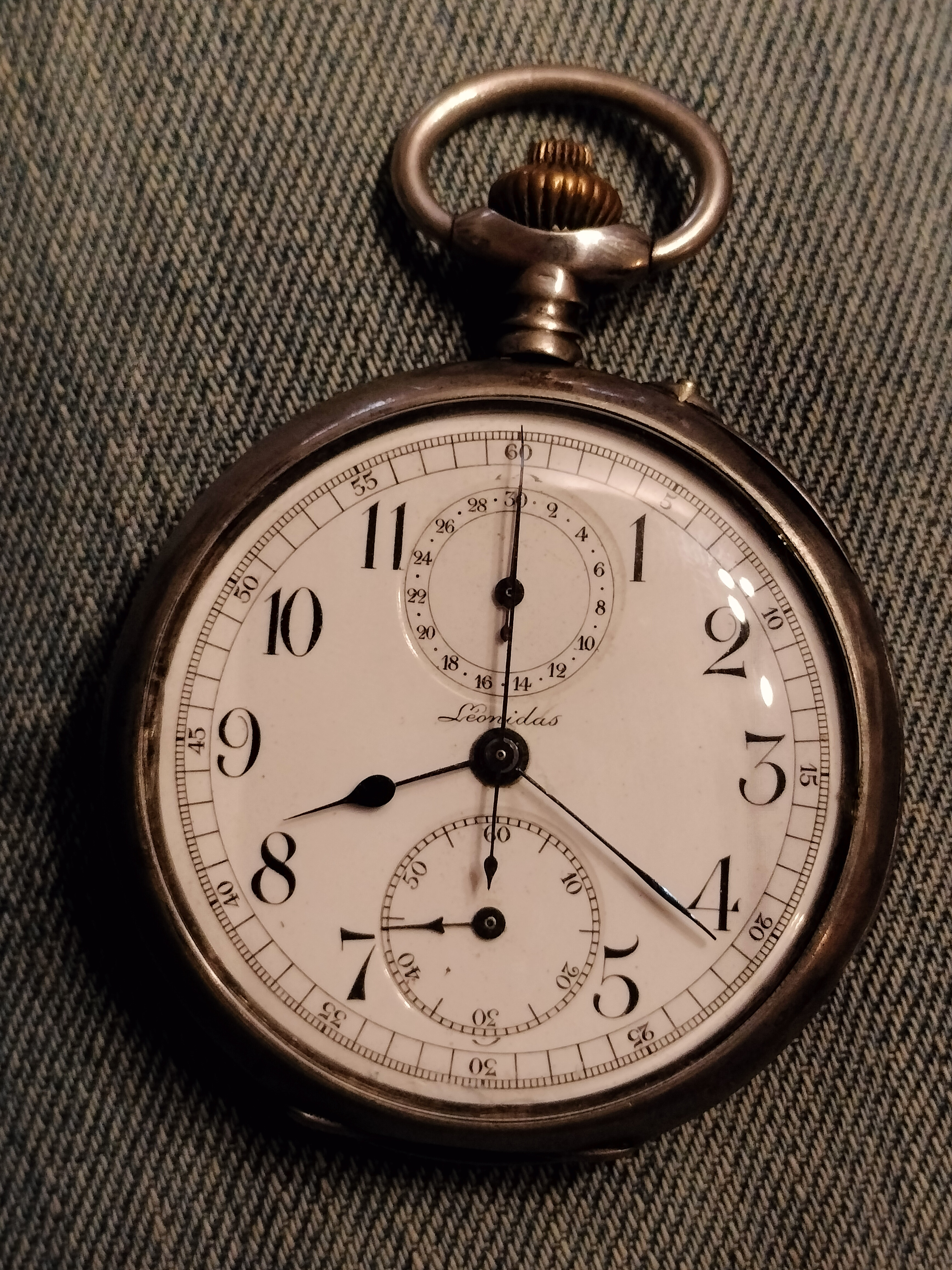
Cronografo Leonidas da tasca monopulsante, risalente all'incirca al 1930

I movimenti cronografici si classificano in base a due caratteristiche di architettura del movimento che li differenziano:
- Tipo di Innesto
  - Verticale
  - Orizzontale
  - Pignone oscillante
- Tipo di Smistamento
  - Ruota a colonne: si tratta del primo sistema utilizzato per lo smistamento (tutt’oggi ritenuto più ricercato e simbolo di maggior pregio) in cui un pignone dotato di colonne e rocchetto, ruotando e compiendo uno scatto, viene ingaggiato da una serie di leve, chiamate bascule che in base alla posizione nella quale verranno spostate con l’avvio, lo stop o l’azzeramento del cronografo renderanno possibili le regolari funzioni di cronografia, a seconda della posizione sulla colonna o sul vano.
  - A camme leva: è un sistema più recente ed economico nella produzione e nella manutenzione, in quanto ritenuto più duraturo e poco sensibile a usura.

I cronografi sono distinguibili anche per i modi che adottano per comandare le funzioni cronografiche:
- Cronografi monopulsante (i cronografi più vecchi adottavano questo sistema, e integravano il pulsante nella corona di carica): un solo pulsante gestiva le funzioni di avvio, arresto e reset del cronografo. Ciò significa che dopo un arresto il cronografo veniva sempre resettato, senza possibilità di far proseguire la misurazione. Esempio: calibro Longines 13.33Z
- Cronografi a due pulsanti: possono essere cronografi semplici o flyback. Un pulsante gestisce le funzioni di start e stop, e un altro quelle di reset. Esempio: Zenith El Primero, Valjoux 7750, calibro Chronomatic, Omega 321, Rolex 4130, Longines 13ZN (flyback), Blancpain F388B (flyback).
- Cronografi sdoppianti (o rattrapanti). I pulsanti solitamente sono tre: uno per lo start e stop, uno per il reset e uno per azionare la funzione cronografica sdoppiante. Esempio: Valjoux 84.